# Albert M. Muchanga

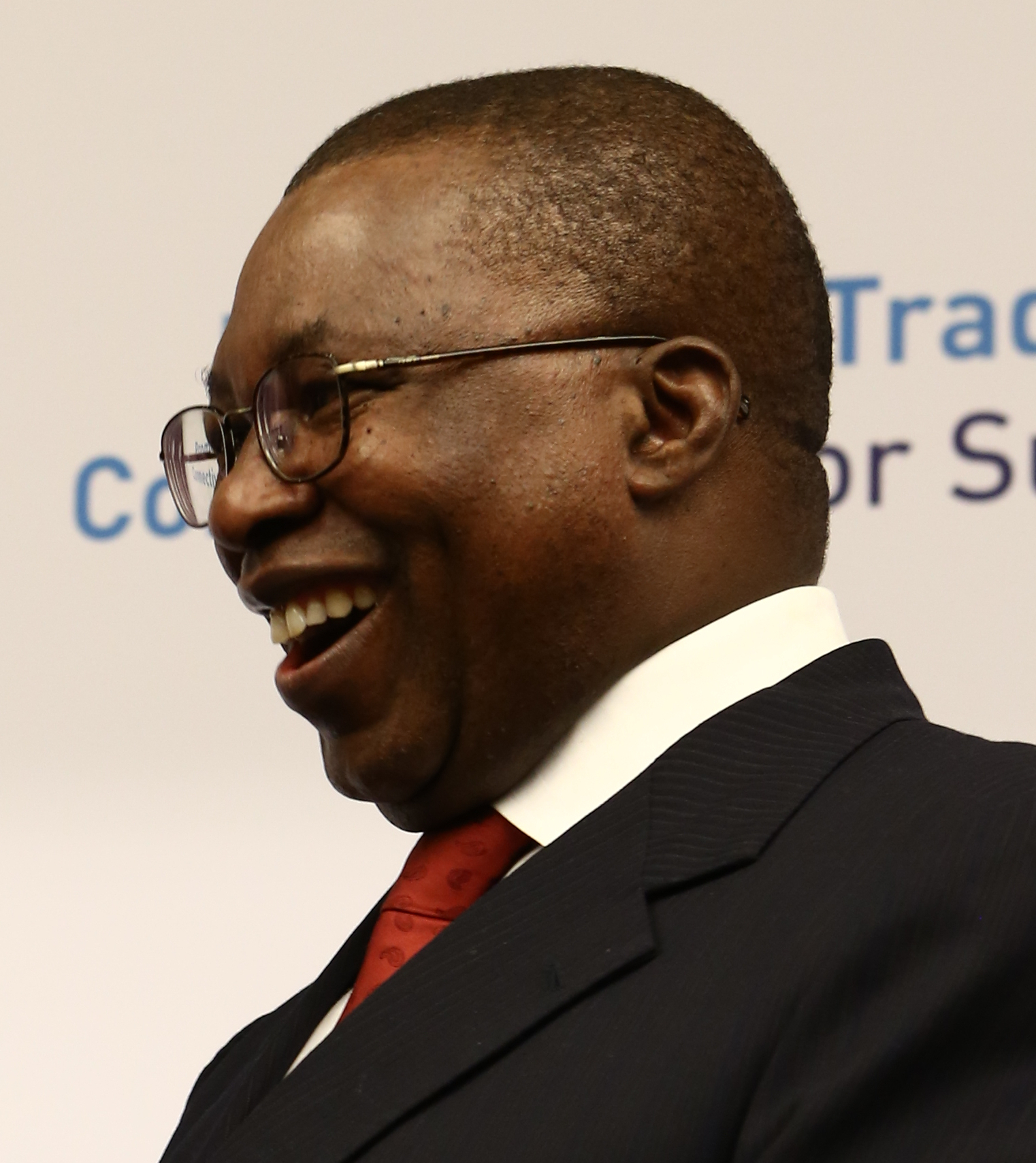
Albert M. Muchanga (2017)

Albert Mudenda Muchanga (* 21. Mai 1959 in Mbilu, Distrikt Choma, Sambia) ist ein sambischer Politiker und Diplomat. Aktuell ist er als Kommissar für Handel und Industrie Mitglied in der achtköpfigen Kommission der Afrikanischen Union.

## Leben
Albert Muchanga kam als ältestes von drei Kindern seiner Eltern in dem Dorf Mbilu in der Südprovinz zur Welt. Als er vier Jahre alt war, starb seine Mutter und die Familie zog nach Südrhodesien, wo sein Vater († 2002) für das Unternehmen Supersonic arbeitete. Muchanga besuchte unter anderem die Linda Secondary School, Kabimba, Coillard, Livingstone Day und Monze Secondary School. Er studierte an der Universität von Sambia (UNZA), wo er einen Bachelor-Abschluss in Betriebswirtschaft erlangte. Er ist verheiratet und hat drei leibliche Töchter. Außerdem zog er mit seiner Frau Racheal fünf weitere Kinder auf, vier davon Waisen seines 1996 verstorbenen Bruders.

## Karriere
Muchanga war während seiner Laufbahn unter anderem als Staatssekretär für parlamentarische Angelegenheiten in seinem Heimatland Sambia und als Botschafter in Äthiopien und Brasilien tätig. Er war auch stellvertretender Geschäftsführer (Deputy Executive Secretary) der Entwicklungsgemeinschaft des südlichen Afrika (SADC). 
Am 30. Januar 2016 begann seine erste Amtszeit als Kommissar für Handel und Industrie. In dieser Funktion nahm Muchanga im März 2019 an der Konferenz der Süd-Süd-Kooperation, einer von der UN unterstützten Initiative der Länder des globalen Südens, in Buenos Aires teil. Am Rande der Konferenz kam es auch zu einem Treffen zwischen Muchanga und Achim Steiner, dem Leiter des UN-Entwicklungsprogramms (UNDP).
2021 wurde Muchanga mit 44 von 53 Stimmen erneut für vier Jahre zum AU-Kommissar gewählt. Neben Handel und Industrie ist er seitdem (in Folge der reduzierten Anzahl Kommissare) auch für den zuvor separaten Bereich Wirtschaftsangelegenheiten zuständig (Commissioner for Economic Development, Trade, Industry and Mining).